# Les Cinquante-Trois
 (mars 2017).
Si vous disposez d'ouvrages ou d'articles de référence ou si vous connaissez des sites web de qualité traitant du thème abordé ici, merci de compléter l'article en donnant les références utiles à sa vérifiabilité et en les liant à la section « Notes et références ».
Les Cinquante-trois était un groupe politique iranien qui s'est arrêté à l'époque de Reza Chah en 1937. Plus souvent, Les prisonniers qui étaient détenus dans la prison de Qasr ont été les activistes politiques de gauche et plus tard, certains parmi eux ont fondé le Parti Tudeh.
Les cinquante- trois étaient :
- 1. Taqi Arani
- 2. Abdul-Samad Kambakhsh
- 3. Mohammad Bahrami
- 4. Mohammad Shureshyan
- 5. Ali Sadeqpour
- 6. Mohammad Boqrati
- 7. Ziya Alamutti
- 8. Mohammad Pazhuh
- 9. Mohammad Farjami
- 10. Abbas Azeri
- 11. Nasratallah Ezazi
- 12. Anvar Khamehei
- 13.  Nosrat-ollah Jahanshahlou
- 14. Emad Alamutti
- 15. Akbar Ashfar
- 16. Taqi Makinezhad
- 17. Mojtaba Sajjadi
- 18. Bozorg Alavi
- 19. Mehdi Rasai
- 20. Iraj Iskandari
- 21. Morteza Yazdi
- 22. Reza Radmanesh
- 23. Khalel Maleki
- 24. Morteza Sajjadi
- 25. Hossein sajjadi
- 26. Akbar Shandermani
- 27. Mohammad Qodveh
- 28. Taqi Shahin
- 29. Morteza Razavi
- 30. Seyfollah Sayyah
- 31. Alinqali Hokmi
- 32. Ezatollah Etiqechi
- 33. Vali Khajavi
- 34. Rahim Alamutti
- 35. Shayban Zamani
- 36. Abdul-Qassem Ashtari
- 37. Hossein Tarbiyat
- 38. Fazollah Garkani
- 39. Yousef Soqfi
- 40. Jalal Naini
- 41. Rajbali Nasimi
- 42. Bahman Shomali
- 43. Mehdi Laleh
- 44. Ehsan Tabari
- 45. Abbas Naraqi
- 46. Mehdi Daneshvar
- 47. Hassan Habibi
- 48. Nuraldin Alamutti
- 49. Reza Ibrahimzadeh
- 50. Khalel Enqelab
- 51. Fereydun Manou
- 52. Ana Turkoman
- 53. Razi Hakim-Allahi